# Ulrich Höpfner

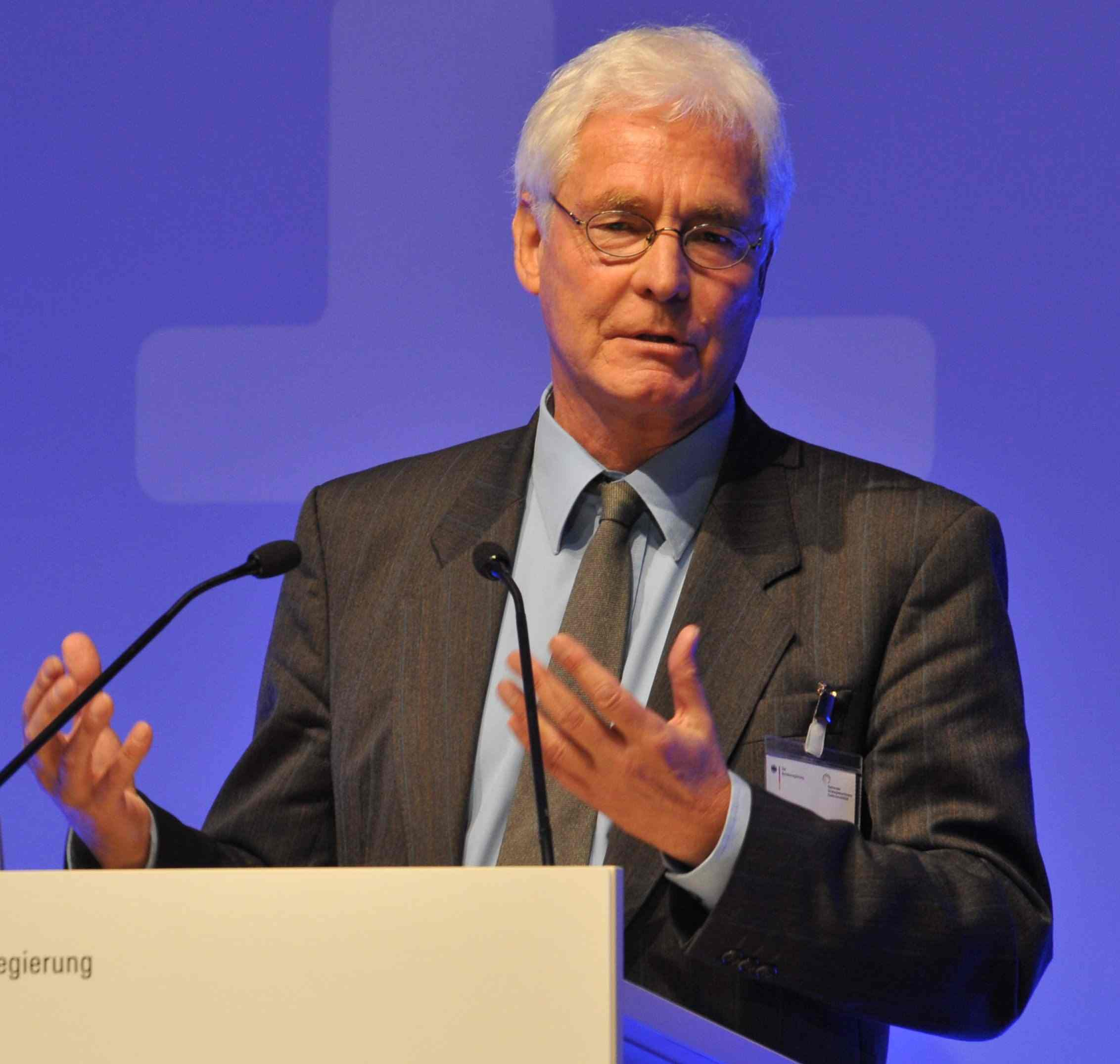
Ulrich Höpfner beim Elektromobilitäts-Gipfel der Bundesregierung 2010

Ulrich Hans-Joachim Höpfner (* 1946 in Hamburg) ist ein deutscher Umweltwissenschaftler. Er ist Mitgründer des ifeu – Institut für Energie- und Umweltforschung Heidelberg, das er bis 2009 als wissenschaftlicher Vorstand und geschäftsführender Gesellschafter leitete. Seit 2012 ist er als Emeritus beratend für das ifeu tätig.

## Leben und Wirken
Höpfner studierte Chemie an der Universität Heidelberg und promovierte dort 1979 zum Dr. rer. nat. Während seiner Studienzeit hatte er zahlreiche Funktionen in der studentischen Selbstverwaltung inne, war journalistisch tätig und leitete zudem im Jahr 1974 die Pressestelle der Universität Oldenburg.
Darüber hinaus engagierte sich Höpfner in der 1971 von Professoren gegründete Arbeitsgruppe „Arbeitsgemeinschaft Umweltschutz an der Universität Heidelberg“ (AGU) und später im „Tutorium Umweltschutz“.
Eine besondere Bedeutung kommt dem radioökologischen Gutachten zu, das 1978 vom Tutorium Umweltschutz im Rahmen des Gerichtsverfahrens gegen das Kernkraftwerk Wyhl veröffentlicht wurde. In diesem Gutachten wurden die offiziellen radioökologischen Berechnungsgrundlagen kritisiert und widerlegt. Die Auseinandersetzungen mit der Universität um das Wyhl-Gutachten waren der Anlass, eine Institution zu gründen, in der unabhängig und repressionsfrei zu den Themen Umweltschutz und Kernenergie gearbeitet werden konnte. Im Herbst 1977 gründeten Höpfner und sechs weitere junge und Wissenschaftler das ifeu – Institut für Energie- und Umweltforschung und damit eines der ersten selbstverwalteten Forschungsinstitute in Deutschland.
Höpfner prägte das ifeu inhaltlich, organisatorisch und personell und war von Anfang an in der Institutsleitung tätig. Anfang der 1980er Jahre spezialisierte sich Höpfner auf das Thema „Verkehr und Umwelt“ und baute in den folgenden Jahren eine eigene Arbeitsgruppe auf. In diesem Themenbereich war er Hauptautor, Mitautor oder Projektleiter von ca. 200 wissenschaftlichen Studien. Er hielt Hunderte von Vorträgen und nahm als Sachverständiger an zahlreichen Podiumsdiskussionen und Anhörungen vor Ausschüssen des Deutschen Bundestages oder der Länderparlamente teil.
Höpfner war Mitglied in zahlreichen wissenschaftlichen und umweltpolitischen Gremien. So wurde er bereits 1979 in den wissenschaftlichen Stab der Enquete-Kommission „Zukünftige Kernenergie-Politik“ des Deutschen Bundestages berufen. In den 1990er Jahren war er Nationaler Experte in den internationalen COST-Aktionen 319 und 346. 10 Jahre lang war er Programmbeirat des baden-württembergischen Forschungsprogramms BWPLUS. Von 2002 bis 2007 war er Mitglied des Europäischen Energie- und Verkehrsforums bei der GD TREN in Brüssel. Von 2002 bis 2012 war Höpfner im Nachhaltigkeitsbeirat der Landesregierung Baden-Württemberg und von 2010 bis 2012 in der „Nationalen Plattform Elektromobilität“ tätig.
Im Jahr 2009 schied Höpfner aus der Geschäftsführung aus und ist seitdem als externer Berater für das ifeu tätig.
Im Jahr 2015 wurde Höpfner für sein umweltpolitisches Engagement mit dem Landesverdienstorden des Landes Baden-Württemberg ausgezeichnet.
Ulrich Höpfner lebt in Heidelberg und hat zwei Söhne.

## Publikationen (Auszug)
- W. Bruland, T. Erhard, B. Franke, H. Grupp, C. W. v.d. Lieth, U. Höpfner, P. Matthis, W. Moroni, R. Ratka, H. v.d. Sand, U. Sonnhof, B. Steinhilber-Schwab, D. Teufel, G. Ulfert, T. Weber: Radioökologisches Gutachten zum Kernkraftwerk Wyhl. Tutorium Umweltschutz an der Universität Heidelberg, Heidelberg 1978.
- U. Höpfner et al.: Die Entwicklung der Schadstoffemissionen aus dem Kfz-Verkehr. IFEU-Bericht Nr. 42, Heidelberg 1985.
- U. Höpfner et al.: Pkw, Bus oder Bahn? Schadstoffemissionen und Energieverbrauch im Stadtverkehr 1984 und 1995. Raben Verlag, München 1988.
- Mario Schmidt, Ulrich Höpfner (Hrsg.): 20 Jahre Ifeu-Institut. Engagement für die Umwelt zwischen Wissenschaft und Politik. Vieweg, Braunschweig/Wiesbaden 1998, ISBN 3-528-06980-5, S. 38.[8]
- U. Höpfner, J. Hanusch, U. Lambrecht: Abwrackprämie und Umwelt-eine erste Bilanz. Institut für Energie- und Umweltforschung Heidelberg, Heidelberg 2009.